# Purpuricenus frommi
Purpuricenus frommi är en skalbaggsart som beskrevs av H. Kuntzen 1915. Purpuricenus frommi ingår i släktet Purpuricenus och familjen långhorningar. Inga underarter finns listade i Catalogue of Life.